# Sława Kowalska
Sława Kowalska (ur. 1907, zm. ?) – polska uczestniczka konkursów piękności, Miss Polonia 1932, reprezentująca kraj na konkursie Miss Universe w Spa.

## Życiorys
Sława Kowalska pochodziła z Gdyni. W 1932 pracowała w Paryżu jako sekretarka w Opiece nad Więźniami Polakami we Francji, organizacji zajmującej się Polakami niesłusznie aresztowanymi lub wydalonymi z Francji. W lipcu 1932, wobec rezygnacji Zofii Dobrowolskiej, szef Miss Europe Maurice de Waleffe zaprosił Sławę do udziału w odbywającym się w Spa konkursie Miss Universe. W podróży na konkurs towarzyszyła Sławie żona polskiego konsula. Francuskojęzyczna prasa opisywała Sławę Kowalską jako „wysoką blondynkę z niebieskimi oczami”. Podczas pobytu na zgrupowaniu Miss w Spa, Sława Kowalska stała się bohaterką obraźliwego czterowiersza holenderskiego poety-mizogina Edgara du Perrona, który krytykował szpetotę uczestniczek konkursu. Ostatecznie w konkursie Miss Universe zwyciężyła przedstawicielka Turcji, Keriman Halis. Wybór Sławy Kowalskiej na polską delegatkę na Miss Universe został negatywnie odebrany przez polską prasę, ponieważ mieszkańcy Polski nie mieli na ten wybór żadnego wpływu. Ponadto Sława była w chwili wyboru zamężna, co było sprzeczne z regulaminem Miss Universe.
Pod koniec sierpnia 1934 Sława Kowalska przyjechała do Gdyni w odwiedziny do rodziców i spędziła w Polsce kilka tygodni.